# Saint-Michel-de-Lapujade
Saint-Michel-de-Lapujade (okzitanisch Sent Miquèu de la Pojada) ist eine französische Gemeinde mit 212 Einwohnern (Stand: 1. Januar 2022) im Département Gironde in der Region Nouvelle-Aquitaine. Sie gehört zum Arrondissement Langon und zum Kanton Le Réolais et Les Bastides. Die Einwohner werden Lapujadais genannt.

## Geographie
Saint-Michel-de-Lapujade liegt etwa 75 Kilometer südöstlich von Bordeaux. Umgeben wird Saint-Michel-de-Lapujade von den Nachbargemeinden Fossès-et-Baleyssac im Norden und Nordwesten, Sainte-Gemme im Norden, Saint-Vivien-de-Monségur im Norden und Nordosten, Castelnau-sur-Gupie im Osten und Südosten, Saint-Martin-Petit und Lamothe-Landerron im Süden sowie Mongauzy im Westen und Südwesten.

## Bevölkerungsentwicklung
| 1962                       | 1968 | 1975 | 1982 | 1990 | 1999 | 2006 | 2017 |
| -------------------------- | ---- | ---- | ---- | ---- | ---- | ---- | ---- |
| 222                        | 217  | 209  | 221  | 222  | 221  | 204  | 233  |
| Quellen: Cassini und INSEE |      |      |      |      |      |      |      |

## Sehenswürdigkeiten
- Kirche Saint-Michel aus dem 12. Jahrhundert, Monument historique seit 1925
- Kirche Notre-Dame-de-Lorette aus dem 13. Jahrhundert
- Wassermühle

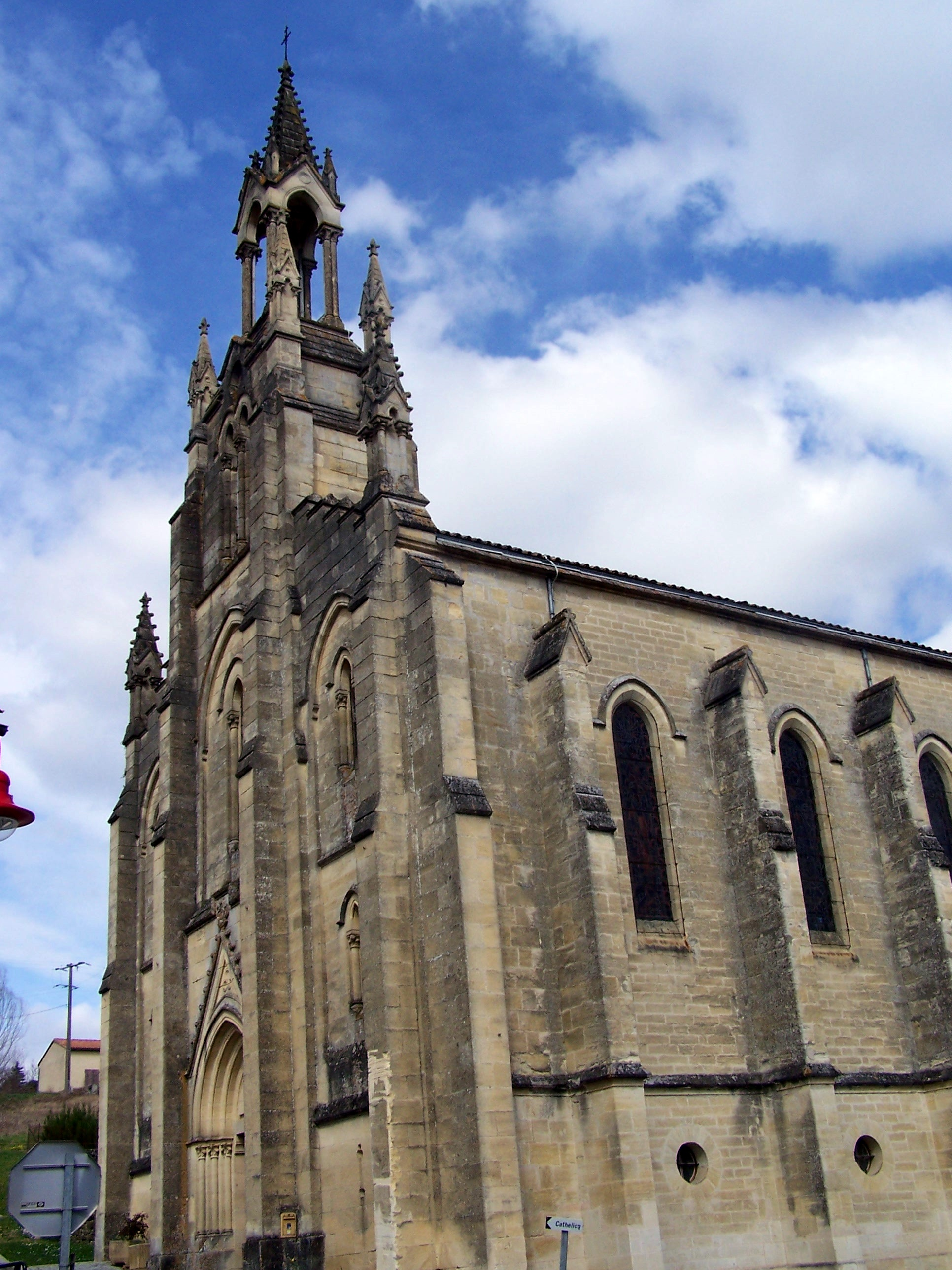
Kirche Notre-Dame-de-Lorette
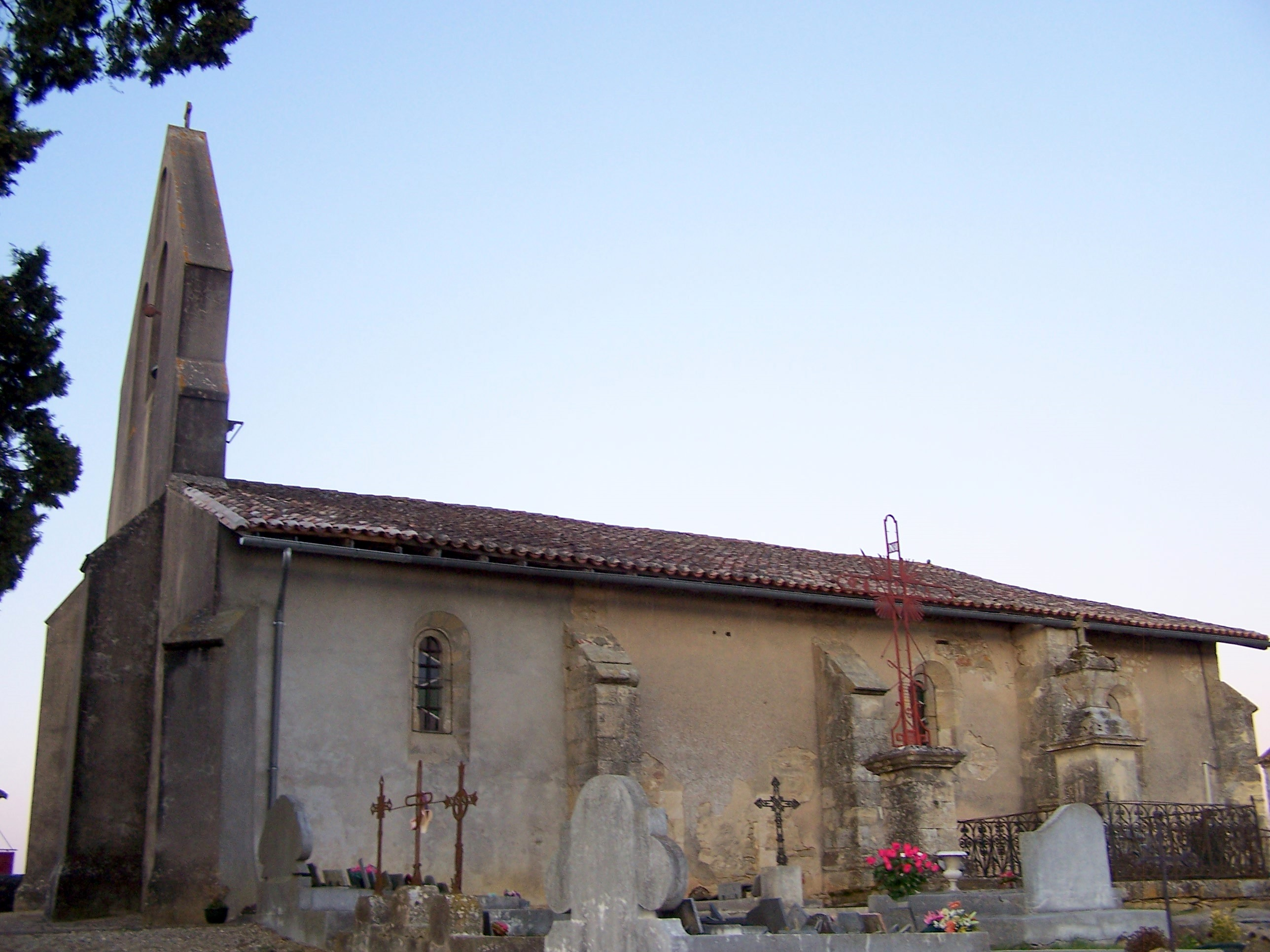
Kirche Saint-Michel